# Lepa sela lepo gore
Sate frumoase ard frumos (în sârbă Лепа села лепо горе/ Lepa sela lepo gore; titlu de lucru: Tunel) este un film sârb din 1996 regizat de Srđan Dragojević după un scenariu bazat pe un articol scris de Vanja Bulić  în revista Duga. 
Având loc în timpul războiului din Bosnia, filmul spune povestea lui Milan, parte a unui grup mic de soldați sârbi prinși într-un tunel de trupe bosniace. Prin numeroase flashback-uri, se arată viața soldaților prinși în Iugoslavia de dinainte de război, în special a lui Milan și a celui mai bun prieten al său, bosniacul Halil, cei doi au devenit acum dușmani după ce au fost nevoiți să aleagă părți opuse în conflict. 

## Desfășurarea evenimentelor
Povestea a fost inspirată din evenimente din viața reală care au avut loc înainte de începerea războiului din Bosnia, scenariul filmului fiind bazat pe un articol scris de Vanja Bulić pentru revista Duga despre evenimentul propriu-zis. În urma succesului filmului, Bulić a scris un roman denumit Tunel, care este în esență o versiune extinsă a articolului său din revistă. 
Lepa sela lepo gore prezintă o narațiune neliniară, iar scenele se schimbă între perioade de timp din 1971 până în 1999, de cele mai multe ori scenele se mută înainte și înapoi fără vreo regulă anume. Perioadele principale de timp din film includ „prezentul” în care Milan este rănit într-un spital, cu flashback-uri atât din copilărie cât și ca adult din anii 1980 până la începerea războiului, dar și din timpul serviciului său militar și de atunci când este prins în capcană de bosniaci, în tunel, împreună cu câțiva soldați ai căpitanului Gvozden. 

## Intrigă
Filmul se deschide cu un reportaj fictiv, care prezintă inaugurarea Tunelului Frăției și al Unității de către președintele Iosip Broz Tito și de către demnitarul local Džemal Bijedić la 27 iunie 1971. În timpul ceremoniei de tăiere a panglicilor, președintele Tito își taie accidental degetul mare cu foarfecele. 
La începutul războiului din Bosnia din 1992, Milan (Dragan Bjelogrlić), un sârb bosniac, și cel mai bun prieten al său Halil (Nikola Pejaković), musulman bosniac, duc o viață liniștită într-un mic sat din estul Bosniei, jucând baschet la kafana deținută de Sloba (Petar Božović). În timp ce Milan și Halil fac o pauză, Nazim, un vecin bosniac al lui Sloba, îl întreabă dacă îi poate îngriji casa în timp ce își vizitează sora aflată în Tuzla. Halil îi spune lui Nazim că nu crede că își vizitează rudele ci că vrea să se mute, deoarece Nazim are prea multe bagaje în mașina și remorca sa, dar Nazim negă. Apoi un Milan rănit este arătat în pat într-un spital militar din Belgrad, unde amenință un tânăr soldat bosniac rănit în camera vecină, Milan îl spune că îl va ucide dacă prietenul său din următorul pat moare. 
În 1994, în timpul conflictului, Milan se alătură armatei Republicii Srpska și este atașat unei echipe în care se mai află:  Velja (Nikola Kojo), infractor de carieră și hoț din Belgrad; Petar „Profesorul” (Dragan Maksimović), profesor sârb bosniac într-o școală din Banja Luka;  Brzi „Speedy” (Zoran Cvijanović), un dependent de heroină din Belgrad, fiul unui ofițer al Armatei Populare Iugoslave (JNA) și singurul din grup care vorbește limba engleză; Laza (Dragan Petrović), un bărbat dintr-o familie cu idei simple, cu valori de modă veche; Viljuška „Furculiță“ (Milorad Mandić), un vesel și jovial simpatizant cetnic din centrul Serbiei; Gvozden (Bata Živojinović), căpitanul echipei și un ofițer al armatei populare iugoslave și Marko (Marko Kovijanić): un tânăr care deseori se comportă prostește și caută cu disperare aprobarea colegilor săi 
Milan, tulburat de modul în care se desfășoară războiul, este frustrat de faptul că trei profitori de război jefuiesc proprietățile lui Halil. Milan trage cu mânie în cei trei după ce aceștia au dat foc atelierului de reparații auto pe care el și Halil l-au construit împreună, rănindu-i la picioare și este apoi șocat să constate că și Sloba jefuiește proprietatea. Mai târziu Sloba îi spune că mama lui Milan a fost ucisă de bosniacii din plutonul lui Halil, iar Milan se întoarce acasă pentru a o găsi vandalizată și plină de sângele mamei sale. După ce plutonul său a dat foc unui sat, ei îl urmăresc cum arde de pe un deal din apropiere și Velja spune: „Satele frumoase sunt frumoase chiar și atunci când ard. Satele urâte rămân urâte, chiar și atunci când ard.” (în sârbă: Lepa sela lepo gore, a ružna sela ostaju ružna, čak i kad gore.) Noaptea, Milan și echipa sa sunt încercuiți de luptătorii bosniaci, astfel că el le spune colegilor săi supraviețuitori să alerge să se adăpostească într-un tunel din apropiere, în care i-a fost teamă să intre când era copil, pentru că el și cel mai bun prieten al său de atunci, Halil, credeau că tunelul este casa unui căpcăun. Milan, Velja, Profesorul, Furculiță, Laza și Gvozden intră în tunel și luptă împotriva luptătorilor bosniaci, cu toate acestea grupul va fi prins în capcană în tunel, iar orice încercare de a pleca de acolo este sortită eșecului. Încercând să ia legătura cu aliații lor, bosniacii îi păcălesc folosind radioul lui Marko, pe care îl chinuiesc. La scurt timp, Speedy apare în mare viteză și intră cu camionul ambulanță în tunel, unde se strică motorul. Cu el este și Liza Linel (Lisa Moncure), o reporteră americană de la CBC News, care s-a strecurat în partea din spate a camionului, iar cei doi au rămas astfel, de asemenea, prinși în tunel. 
Echipa rămâne în interiorul tunelului timp de o săptămână, fără apă (de sete beau și urină); dar începe să se micșoreze ca număr: Laza este rănit mortal când încearcă să arunce o grenadă. Velja încearcă să părăsească tunelul cu intenția de a muri, este împușcat, iar ceilalți îl târăsc înapoi. Bosniacii îi anunță apoi că le trimit o femeie în tunel „pentru plăcerea lor”, aceasta se dovedește a fi fosta profesoară de școală a lui Milan și Halil care a abuzat sexual de ei când erau copii. Pe măsură ce se apropie încet de ei, sârbii decid să o împuște înainte să se apropie prea mult, temându-se că bosniacii i-au pus explozibili sub haine. Niciunul dintre ei nu o poate face până când Furculiță o împușcă, dar apoi decide că s-a săturat de război și vrea să plece acasă, el vrea să părăsească tunelul, dar este ucis, iar Velja se sinucide. Milan recunoaște vocea de la radio ca fiind a lui Halil, iar cei doi comunică cu puțin timp înainte ca bosniacii să atace tunelul. Gvozden scoate camionul reparat din tunel la viteză maximă (în timp ce cânta Uz Maršala Tita) înainte de a exploda din cauza cauciucurilor aprinse la intrare, proces în care Gvozden și trupele care atacau tunelul mor, permițând astfel celorlalți să plece. La ieșire, Speedy este rănit de un glonț rătăcit, iar Liza este ucisă de o grenadă. Milan și Halil se întâlnesc afară, iar Halil îl întreabă cine i-a ars garajul în timp ce Milan întreabă cine a ucis-o pe mama sa - ambii bărbați neagă că au fost implicați în aceste evenimente, apoi Halil este ucis de o lovitură a artileriei sârbe. 
Milan, Profesorul și Speedy scapă și toți trei sunt trimiși la spitalul militar din Belgrad, iar Speedy este prietenul aflat în patul de lângă Milan. În cele din urmă, Speedy moare, iar în noaptea următoare, Milan încearcă să-l omoare pe băiatul bosniac așa cum i-a promis lui Speedy, în ciuda faptului că nu poate să meargă. Milan se târăște în camera alăturată, urmat de Profesor care încearcă să-l oprească, dar nici acesta nu poate să meargă. În timp ce Milan încearcă să-l înjunghie pe bosniac cu o furculiță, el nu poate face acest lucru și este descoperit de asistente. O scenă imaginară arată apoi tunelul plin de cadavre, inclusiv cu Milan și Halil, apoi cei doi sunt arătați ca martori ai scenei, de data asta fiind copii. 
Filmul se termină cu o știre din 21 iulie 1999 care arată redeschiderea tunelului reconstruit sub un nou nume, Tunelul Păcii.

## Distribuție
- Dragan Bjelogrlić ca Milan (adult)

Milan este un sârb bosniac, și a fost cel mai bun prieten al lui Halil, în „prezent” Milan este rănit și se află în pat într-un spital militar din Belgrad, de unde își amintește ce s-a întâmplat înainte și după ce a rămas prins în tunel alături de alți militari sârbi.
- Nikola Kojo ca Velja

Velja este un infractor de carieră și hoț din Belgrad, a lucrat mult (ca hoț) și în Germania de Vest. În timpul unei vizite acasă, autoritățile au venit să-l recruteze pe fratele său mai mic, un student promițător. Velja s-a prefăcut că este fratele său, știind sigur că va fi dus în primele rânduri pentru că a evitat recrutarea, devenind astfel soldat în locul lui. 
- Dragan Maksimović ca Petar „Profesorul”

Petar „profesorul” este un profesor sârb bosniac într-o școală din Banja Luka, se pare că are sentimente nostalgice față de fosta Republică Socialistă Federativă Iugoslavia. În timp ce unii dintre ei jefuiesc case, el este mai interesat de literatură și citește adesea dintr-un jurnal ars pe care l-a găsit într-unul din satele prin care a trecut echipa. 
- Zoran Cvijanović ca Brzi „Speedy”

Brzi „Speedy” este un dependent de heroină din Belgrad, fiul unui ofițer al Armatei Populare Iugoslave (JNA) și singurul din grup care vorbește limba engleză. Într-o noapte, drogat, a mers pe pasarela unui drum din Belgrad, unde oamenii s-au adunat pentru a aclama trupele care pleacă la război. De pe pasarelă, Brzi  a sărit într-un camion JNA care s-a îndreptat spre granița croată. Nu se știe clar dacă saltul său a fost o tentativă de suicid. Brzi a devenit șofer pe un camion-ambulanță și acum crede că implicarea sa în război este ca o încercare de a scăpa de dependența sa de droguri. 
- Dragan Petrović ca Laza

Laza este un bărbat dintr-o familie cu idei simple, cu valori de modă veche. Laza a fost atât de indignat când a aflat la știrile de pe canalele TV sârbe despre atrocități împotriva sârbilor, încât a mers până la cea mai apropiată autostradă și a făcut autostopul până la Belgrad pentru a se oferi voluntar pentru luptă. Pe drum, el își dezvăluie furia sa șoferului de camion care l-a luat la ocazie, spunându-i, printre altele, „niciodată un german sau un turc nu va pune piciorul aici”, neștiind că persoana din spatele volanului este un șofer turc care conduce prin Serbia. 
- Milorad Mandić ca Viljuška „Furculiță“

Viljuška „Furculiță“ este un om vesel și un jovial simpatizant cetnic din centrul Serbiei al cărui singurul motiv de a lupta a fost să-l găsească pe cumnatul său, Laza. Este poreclit Furculiță pentru că poartă o furculiță în jurul gâtului care, după spusele sale, simbolizează emanciparea sârbă în secolul al XIV-lea când regii sârbi foloseau furculița în contrast cu regii englezi și germani din acea vreme, despre care se spune că ar fi mâncat cu mâinile goale (fără furculiță).
- Bata Živojinović ca Gvozden

Gvozden este căpitanul echipei și un fost ofițer al armatei populare iugoslave, bine instruit profesional. Cu toate că luptă de partea sârbilor, în inima sa încă crede în Iugoslavia și în idealurile sale. În 1980, după moartea președintelui iugoslav Iosip Broz Tito, Gvozden a apărut la știrile naționale când a alergat într-un maraton de 350 de kilometri, singur, în toată țara pentru a participa la înmormântarea lui Tito. 
- Marko Kovijanić ca Marko

Marko este  un tânăr sârb care deseori se comportă prostește și caută cu disperare aprobarea colegilor săi. Este descris ca fiind foarte iubitor al culturii străine. Asta deoarece a desenat un graffiti al unui salut sârb cu trei degete, cu un text care spune „Srbija do Tokija ” („Serbia până la Tokio”) pe peretele unei case abandonate dintr-un sat bosniac sfâșiat de război. Mai târziu Marko ține un steag confederat american la ieșirea din Satul bosniac stând pe un tanc  M53/59 Praga (așa cum apare pe unele afișe ale filmului) și poartă întotdeauna o banderolă pe care scrie „dragon” în limba chineză (龍).

### Alte roluri
- Lisa Moncure	ca Liza

Liza este o reporteră americană de la CBC News, ea s-a strecurat în partea din spate a camionului-ambulanță condus de Brzi „Speedy” și a ajuns să fie prinsă în capcană în tunel.
- Nikola Pejakovic ca Halil (adult)

Halil, musulman bosniac, a fost cel mai bun prieten al lui Milan înainte de război, el face parte din trupele de bosniaci care țin blocați sârbii în tunel.
- Petar Bozovic	ca Sloba

Sloba este proprietar de  kafana (cârciumă).
- Dragan Zaric ca Nazim

Nazim este un vecin bosniac al lui Sloba. Înainte să înceapă războiul, acesta vrea să se mute în secret din sat, cu toată familia sa și cu multe bagaje puse pe mașina sa și în remorcă.
- Admir Sehovic	ca Mali Milan (Milan copil) și Milos Djuricic ca Mali Halil (Halil copil)

Milan și Halil când erau copii credeau că tunelul este casa unui căpcăun și le-a fost frică să intre vreodată în tunel; la sfârșitul filmului apar iar împreună copii, într-o scenă fantastică în care se uită la cadavrele lor de maturi și la restul soldaților uciși în și lângă tunel.
- Vera Dedovic	ca Uciteljica (învățătore)

Aceasta a fost învățătorea lui Milan și Halil, care a abuzat sexual de ei când erau copii. Ea este cea pe care bosniacii îo trimit în tunel „pentru plăcerea sârbilor”, pe care sârbii decid să o împuște înainte să se apropie prea mult, temându-se că bosniacii i-au pus explozibili sub haine.

## Producție

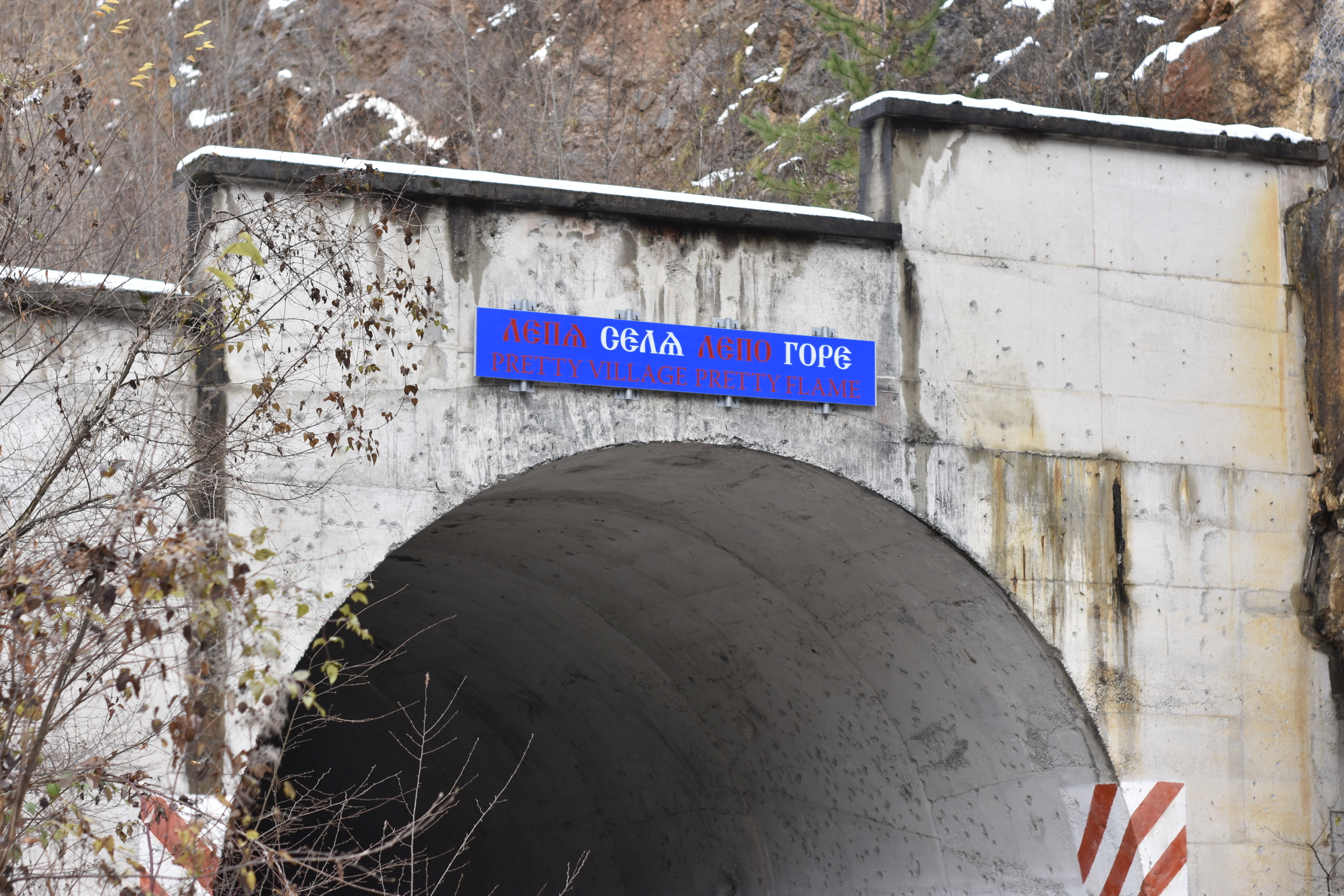
Locația reală a tunelului unde s-au făcut filmările. Placa de deasupra intrării are titlul filmului scris în limbile sârbă și engleză

Fondurile pentru acest film au fost strânse printr-o entitate juridică denumită Cobra Film Department care a fost înregistrată ca societate cu răspundere limitată de către Nikola Kojo, Dragan Bjelogrlić, Goran Bjelogrlić și Milko Josifov. Cea mai mare parte a banilor a provenit de la guvernul sârb (sub conducerea premierului Mirko Marjanović), Ministerul Culturii (condus de ministrul Nada Perišić-Popović), precum și de la Radio Televiziunea Sârbă. Bugetul filmului ar fi atins un total de 2 milioane de dolari americani.
Filmările, sub titlul de lucru Tunel, au început la 19 aprilie 1995. Majoritatea scenelor au fost filmate la Višegrad, Republika Srpska (entitatea locuită de sârbi din Bosnia și Herțegovina, la acea vreme încă guvernată de Radovan Karadžić), adesea în locuri care erau foste câmpuri de luptă. În iulie 1995, după 85 de zile de filmări, producția a fost pusă în așteptare din cauza lipsei de fonduri, cu aproximativ 7 zile de filmare planificate la scurt timp pentru finalizare. După o nouă rundă de strângere de fonduri, producția a fost reluată la mijlocul lunii noiembrie 1995 și terminată la începutul anului 1996. 
Potrivit lui Dragojević, titlul filmului este parafrazat dintr-un pasaj care descrie satele arzătoare în depărtare în romanul lui Louis-Ferdinand Céline din 1932 Călătorie la capătul nopții (Voyage au bout de la nuit), lucrare literară care a avut un puternic efect asupra lui Dragojević când a citit-o când era tânăr.

## Lansare și reacții
Filmul a primit premii pentru regie, actorie și pentru portretizarea brutal-realistă a războiului din fosta Iugoslavie. A fost, de asemenea, primul film sârb care a arătat latura sârbă implicată în atrocități și curățări etnice în timpul războiului - titlul filmului este un comentariu ironic asupra activităților protagoniștilor dintr-un sat bosniac. 
Aproape 800.000 de oameni au mers să vadă filmul în cinematografele din Serbia, ceea ce echivalează cu aproximativ 8% din populația totală a țării. Filmul a fost selectat drept propunerea sârbă pentru Premiul Oscar pentru cel mai bun film străin la a 69-a ediție a premiilor Oscar, dar nu a fost acceptat ca nominalizare. 
Pe lângă R. F. Iugoslavia (Serbia și Muntenegru), singurele alte țări foste iugoslave unde filmul a avut o distribuție cinematografică oficială au fost Slovenia și Macedonia. Lansat în Slovenia ca Lepe vasi lepo gorijo, a fost un succes de box office în țară cu 72.000 de bilete de intrare vândute. În Macedonia, de asemenea, a înregistrat un rezultat bun la box office, cu peste 50.000 de bilete de intrare vândute.
Festivalul de Film de la Veneția a refuzat filmul, regizorul său Gillo Pontecorvo numindu-l „cinema fascist”. La începutul acelui an, festivalurile de film de la Berlin și Cannes au respins, de asemenea, filmul. 
Într-un articol din revista Sight & Sound din noiembrie 1996, autoarea britanică Misha Glenny a lansat un atac înțepător asupra criticilor care privesc acest film sau Underground al lui Emir Kusturica printr-un obiectiv critic simplist, cu lentile pro- sau anti-sârbe.
Televiziunea publică suedeză l-a difuzat sub numele de Vackra byar („Sate frumoase”). 
Chiar înainte de o distribuție mai largă în America de Nord, filmul a avut parte de anunțuri în ziarele americane importante, precum Los Angeles Times și Toledo Blade, care l-au prezentat din perspectiva războiului din Bosnia.

### Reacție îndelungată
Reacțiile la acest film și la diferitele sale aspecte au continuat mult timp după încheierea circuitului cinematografic și în festivaluri al filmului. Este frecvent utilizat de diverse persoane publice pentru discuții politice, etnice și istorice și pentru problemele deschise care continuă să facă ravagii în regiunea Balcanilor. 
La începutul anilor 2000, în timp ce își promova filmul Pământul nimănui, (Ničija zemlja / Ничија земља), regizorul bosniac și fost soldat în armata Republicii Bosnia și Herțegovina în timpul războiului, Danis Tanović a considerat că Lepa sela lepo gore este „bine făcut, dar problematic din punct de vedere etic din cauza portretului său rușinos al războiului din Bosnia”.

## Recepție critică
Primirea critică a filmului în America de Nord a fost foarte pozitivă. Acesta a avut numeroase articole și emisiuni în presă în urma prezentărilor sale la festivalurile de la Montreal și Toronto. 
Emanuel Levy de la Variety  a dat o recenzie strălucitoare numind filmul „mai sălbatic în umorul său negru decât MASH, mai îndrăzneț în viziunea sa asupra politicii și a armatei decât orice film făcut de Stanley Kubrick și una dintre cele mai îndrăznețe declarații anti-război făcută vreodată pe marele ecran".
Ken Fox de la TV Guide l-a lăudat pe Dragojević pentru că „în cele din urmă, a refuzat să prezinte eroi și răufăcători și pentru că nu s-a ferit niciodată de auto-condamnare”, în timp ce a ajuns la concluzia că Lepa sela lepo gore este „o piesă sângeroasă, necompromițătoare și surprinzător de captivantă pentru un film anti-război care nu atrage pumni și care este neapărat de văzut”.
În recenzia sa foarte favorabilă din 1997, criticul american de film James Berardinelli a etichetat filmul ca „o puternică condamnare a războiului care împărtășește mai multe calități cu filmele germane Das Boot (Submarinul) și Stalingrad”.
Lawrence Van Gelder, de la New York Times, i-a dat un Kudos lui Dragojević pentru că „a dezlănțuit un asalt puternic asupra nebuniei războiului care i-a pus pe sârbi împotriva musulmanilor din Bosnia” și a lăudat filmul ca fiind „un apel universal clar și bine intenționat la rațiune”.
Revista britanică Total Film a lăudat filmul, numindu-l „unul dintre cele mai electrizante filme anti-război făcute vreodată” și continuând: „La ce excelează acest mic, dar demn film, este că arată cum o prietenie veche a fost pervertită de conflictul din Bosnia... Poate că este un film mic, dar este puternic și perfect”.
Shlomo Schwartzberg de la revista Boxoffice Pro a numit unele dintre scenele filmului „demne de Kurt Vonnegut în momentele sale cel mai halucinante”, concluzionând că, în ansamblu, „filmul este oarecum un clișeu și este pro-sârb mai mult decât era necesar, dar lovește [publicul] cu adevărat unde trebuie”.
Gerald Peary a scris, în aprilie 1998, că Dragojević „creează o lume a unor băieți, nesentimentali, musculoși, în drumul său către condamnarea vie a războiului din Bosnia”.

## Premii
"Lepa sela lepo gore" a obținut șase victorii și o nominalizare: 
- A câștigat premiul european al juriului la Festival d'Angers (1997)
- A câștigat premiul Telcipro la Festivalul d'Angers (1997)
- A câștigat premiul pentru merit la Festivalul Internațional de Film Lauderdale (1996)
- Calul de bronz câștigat la Festivalul Internațional de Film de la Stockholm (1996)
- A câștigat premiul internațional al juriului la Festivalul Internațional de Film de la São Paulo (1996)
- Premiul publicului câștigat la Festivalul Internațional de Film de la Salonic (1996)
- Nominalizare la Golden Alexander la Festivalul de Film de la Salonic (1996)